# Cooperativa Obrera Mataronesa
La Cooperativa Obrera Mataronesa, Mataronense, Mataronina o L'Obrera, va ser una cooperativa de producció dedicada al gènere de punt que va estar activa entre 1864 i 1890, sent una de les cooperatives més importants i influents del segle xix a Espanya. Actualment, la que va ser la seva nau de blanqueig, obra de l'arquitecte modernista Antoni Gaudí, és coneguda com a Nau Gaudí.

## Trajectòria

### Societat de Resistència
La Societat de Resistència obrera antecessora de la cooperativa es va formar l'any 1860 a Mataró i va començar a actuar semi-clandestinament per donar suport material i econòmic als obrers que estaven en vaga o que perdien la feina per motius sindicals.

### Formació de la cooperativa
L'«Obrera Mataronesa» es va crear per decisió dels membres de la societat de resistència obrera en assemblea general l'1 de juliol de 1864, dels 264 socis només 17 hi van votar en contra i van deixar la societat, els 247 restants es van constituir en cooperativa. Els seus impulsors eren republicans castelarians implicats en l'activitat del Partit Democràtic, el seu primer secretari, Salvador Gusart Vila, ho seria també del Comitè Democràtic de Mataró, fundat un any després, el 1865. El seu objectiu era crear una cooperativa de producció que emancipés als obrers de la seva submissió als patrons, donant-los seguretat i dignitat. Però fins al 1869 la cooperativa no va produir ni va prestar serveis mutuals als socis, només va anar afegint el pagament de quotes dels associats a les 3.250 pessetes del capital inicial aportat per la Societat de Resistència, fins a arribar a les 5.000 pessetes. L'epidèmia de còlera i la crisi industrial va fer emigrar o deixar en mala situació econòmica els obrers i el nombre de socis va baixar, el segon any només en quedaven 89 i el 1868 només 7 pagaven la quota, tot i que els que l'havien abandonat no demanaven la devolució de l'aportació.

### Inici de la producció a Gràcia
Després del triomf de la revolució de setembre de 1868, La Gloriosa, el govern provisional va decretar la llibertat d'associació i es va fundar la Direcció Central de Societats Obreres de Barcelona de la qual L'Obrera en formava part i que organitzaria un congrés el mes de desembre. En aquest ambient propici, la cooperativa recuperà associats, 105 a mitjans de 1869, que Salvador Pagès passà a ser-ne director i es prengué la decisió de posar en marxa la producció. Pagès s'havia format en el cooperativisme en el seu Reus natal i, traslladat a viure a Barcelona, s'havia incorporat a la cooperativa de teixidors La Propagadora del Trabajo amb Joan Fargas i Josep Roca i Galès. La Propagadora s'havia creat l'any 1865 i havia entrat en contacte amb L'Obrera en el congrés d'aquell any organitzat pel diari El Obrero d'Antoni Gusart, germà de Salvador. Van comprar 6 telers mecànics de llançadora i van llogar un espai i força per moure'ls a la fàbrica Successors de Puigmartí de la Vila de Gràcia (aleshores municipi independent) i compartien amb La Propagadora un magatzem de venda al carrer de les Carretes de Barcelona. El primer any de producció no va generar beneficis però gràcies a les quotes dels associats van augmentar el seu capital social, fins a 6.000 pessetes, i van poder adquirir 4 telers més. La majoria de socis eren de Mataró i la cooperativa hi mantenia un local de reunions; van anar incorporant associats per treballar a la cooperativa però l'any 1872 encara eren només 34 dels 83 socis els que hi treballaven; algunes famílies van traslladar-se a viure a Gràcia durant aquests anys. Però la cooperativa creixia en capital, en maquinària i en producció, en cinc anys entre 1869 i 1874 van multiplicar per 14 el capital, de 6000 a 84.351 pessetes, el nombre de telers propis (també en llogaven) havia passat a ser de 85 i el nombre i valor de les peces produïdes s'havia multiplicat per 23. L'any decisiu va ser 1872, en què van doblar la producció i quadruplicar el capital social.

### Trasllat de la producció a Mataró i etapa de prosperitat
El primer pas del trasllat a Mataró va ser l'adquisició per cens perpetuu d'uns terrenys de 20.534 m² i la posterior posada de la primera pedra en un acte amb presència de les autoritats municipals i provincials el 27 de desembre de 1874. En menys d'un any, el 24 d'octubre de 1875 s'inaugurava l'edifici de la nova fàbrica. Les famílies que havien anat a viure a Gràcia van retornar a Mataró on es va traslladar la producció. La repressió del moviment obrer que va representar el cop del general Pavía i la Restauració no va afectar les cooperatives que més aviat van ser refugi dels sindicalistes, tampoc a L'Obrera que entre 1875 i 1887 va viure el seu major esplendor en el marc de l'etapa coneguda com la febre d'or en que tota l'economia espanyola va millorar en augmentar la capacitat de consum intern, les millors condicions per comerciar amb les Antilles i l'arribada de la fil·loxera a França que va afavorir la producció de vi espanyola i l'acumulació de beneficis. La cooperativa va incorporar les darreres innovacions en maquinària i va ser la primera fàbrica de Mataró en tenir llum elèctrica. L'any 1878 va encarregar a Antoni Gaudí el projecte de les seves noves instal·lacions que havien d'incloure, a més de naus fabrils, cases pels cooperativistes i espais socials, per presentar-lo a l'Exposició Universal de París. Dels 87 telers amb els quals es va començar la producció el 1875 es va anar creixent fins als 183 el 1881. El nombre de peces elaborades en aquests anys es va duplicar de tretze mil a 27.000, mentre el seu valor quasi es triplicava de prop de 400.000 pessetes a 900.000. L'any 1878 la cooperativa tenia 107 socis i hi treballaven 150 obrers, per tant havia incorporat obrers no socis per necessitats de mà d'obra.

### Crisi i decadència
El projecte de fer un barri de cases pels obrers i noves instal·lacions no va arribar a desenvolupar-se, només alguns dels edificis projectats es van fer (entre els quals la nau de blanqueig) i només es van construir dues cases i a càrrec dels qui les havien d'habitar (una d'elles per a Pagès que es traslladà a viure a Mataró). El 1885, per la manca de feina, el gerent va proposar una reducció del 20% del salari. Els cooperativistes van començar a desconfiar de la gerència, el 1886 la proposta de Salvador Pagès de baixar el sou del comptable va ser rebutjada i de resultes d'aquest fet va presentar la dimissió com a gerent que no va deixar, però, fins que al setembre de 1887 la cooperativa fes suspensió de pagaments. La crisi era comú a tota la indústria de tissatge mataronina i catalana arrel del canvi de política econòmica del govern espanyol cap al lliurecanvisme i l'augment del preu del carbó, que en els anys següent afavoriria el desplaçament de la indústria cap a la força hidràulica de les colònies industrials al llarg del Ter i el Llobregat. Salvador Gusart va prendre el relleu com a gerent i va intentar negociar amb els creditors mentre es reduïa la jornada i el sou dels obrers a la meitat, en un ambient de crispació interna entre els cooperativistes. Tot i que no hi ha documentació respecte al tancament formal, la cooperativa va seguir funcionant fins a 1890, després va quedar només una cooperativa de consum amb el mateix nom o similar que havia funcionat paral·lelament per als socis des de 1870. La fàbrica va ser adquirida per un tal Barrera de Vilassar.

## Premis i distincions
La cooperativa va rebre durant el seu funcionament diversos premis:
- 1871. Medalles a l'Exposició General Catalana i l'Exposició Nacional Espanyola de Madrid
- 1875. Medalles a la cooperativa i al seu gerent a l'Exposició Regional Espanyola de Madrid
- 1876. Presència a l'Exposició Universal de Filadèlfia
- 1878. Medalla de bronze a l'Exposició Universal de París

## L'abella

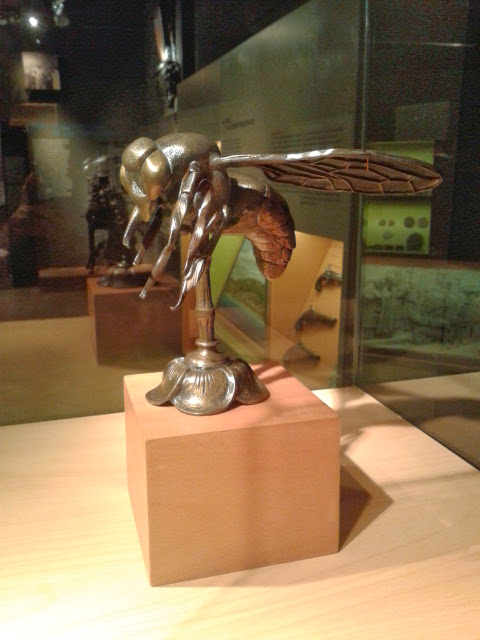
Abella per a la Cooperativa Obrera Mataronesa, dissenyada per Antoni Gaudí i conservada al Museu de Mataró.

Una de les últimes intervencions que Antoni Gaudí va realitzar a la Cooperativa Obrera Mataronesa, va ser el disseny, l'any 1884, de l'estendard de la societat. Es tracta de la figura d'una abella, símbol de la laboriositat. De l'original només es conserva l'abella que coronava l'ensenya i que es conserva al Museu de Mataró pel llegat de l'artista mataroní Jordi Arenas i Clavell. Segons diverses cròniques de l'època, l'estendard presidia les festes i actes solemnes que se celebraven a l'Obrera Mataronesa. En la descripció que el periòdic La Voz del Litoral va fer d'una festa literària celebrada a final de juliol de l'any 1885 explica: 
| «                     | Lucian además vistosas macetas de variadas flores que envolvían el rico y artístico estandarte de la sociedad, destacándose en el centro y ostentando en el extremo superior del asta, no el acero bruñido de los antiguos estandartes, sino el delicado contorno de una abeja, emblema del trabajo y de la indústria | » |
| — La Voz del Litoral. | |   |